# 逆上がり

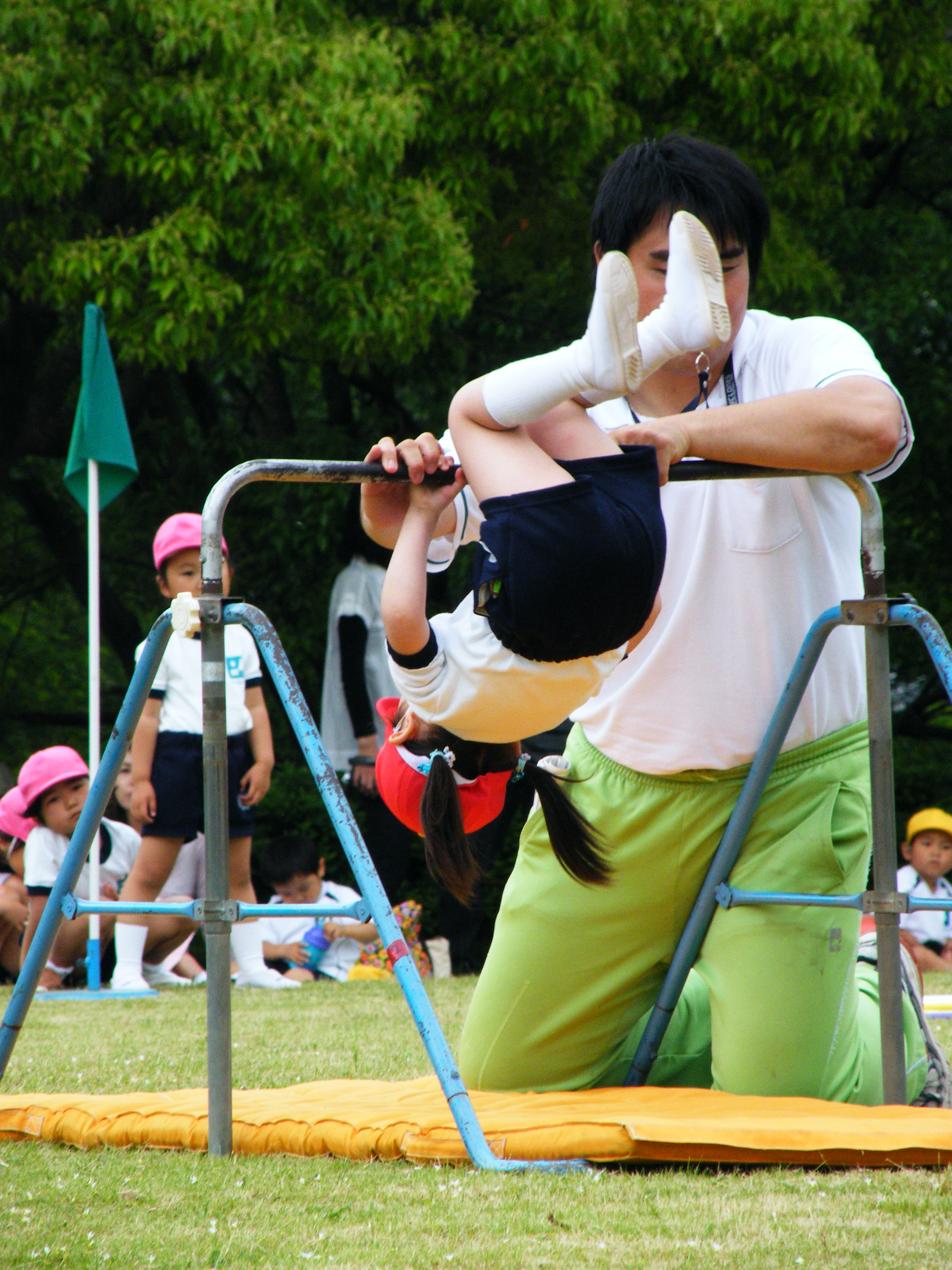
学校教育における逆上がりの指導

逆上がり（さかあがり）は鉄棒運動の上がり技の一つ。地面に足をつけた状態から始め、鉄棒を両手で握り、鉄棒を中心軸にして足を先に体を後転させながら棒上に上がる。子供達の遊びとしてもよく行われるものである。
棒上支持からの後転はしばしば「空中逆上がり」とよばれるが、これは正式には「後方支持回転」という回転技で、逆上がりとは別の種類のものである。

## 解説

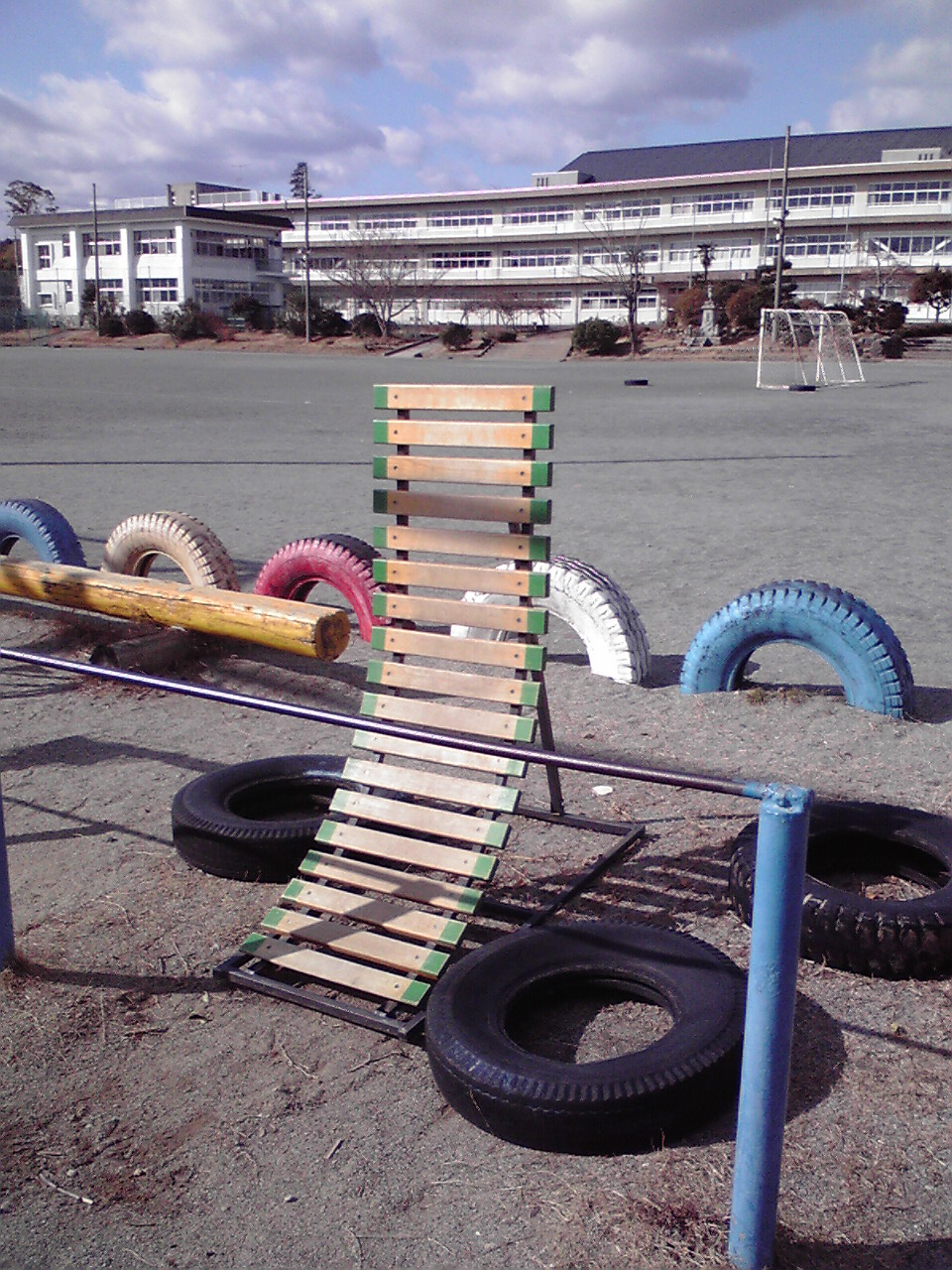
逆上がり練習器
逆上がりができない人がこの器具を使って練習するのに用いられる。鉄棒を両手で持って逆上がりの構えを取り、この器具を駆け上がることで逆上がりの感覚を習得することができる。

持ち手は鉄棒に対してそのまま握り込む「順手」で行う。これは、回転時に胴体を鉄棒に引きつけられるようしっかりと握る必要があるからだ。しかし実際には、手のひらを上にして握り込む「逆手」もよいと思っている者が多くいる。
地面を蹴って下肢を上方に持ち上げ、胸を鉄棒に引きつけて鉄棒に密着させるような形で後方に回転し、棒上で体を支持する（低学年では支持が難しいため、そのまま勢いで後方に着地することも多い）。
胸部から腰部を軸として回転する技であるため、これが鉄棒から離れてしまうと支えを失い落下する。よって、いかに胴体を鉄棒に近付けることができるかが重要な点となる。このためにはまず強く地面を蹴ること、順手で握って肘を伸ばさず鉄棒を引き寄せるようにすることが必要である。また、脚が棒上に上がらず失敗する場合には、頭を後方に下げること、そして脚をなるべく棒の後方に伸ばすことを意識するとよい。最後は手首を返して棒上に上がる。
近年は容易に逆上がりを行うための補助具が設置されている学校、公園なども見られるようになった。自分の練習段階にあわせて補助具を利用することがポイントで、これに頼ってばかりでは本来の逆上がりを行う能力、および習得に向けて努力する機会を失ってしまう懸念がある。
足がつかないような高い鉄棒で逆上がりをする場合について説明する。高い鉄棒で逆上がりをするための必要条件として、懸垂が実施可能であることが挙げられるが、これは高い鉄棒で逆上がりをする場合には、まず懸垂をするように腕を十分に曲げてから脚をあげるようにするためである。従って、十分な上半身の筋肉が必要とされる。
この体勢からの逆上がりができても、骨格に異常等があって、地面を蹴り上げて行う逆上がりはできない者もいるため、身体能力以外のハンディキャップも考慮して慎重に指導すべきである。

## その他
- 昨今、私立小学校への受験対策として逆上がりの個人指導を有料で受ける家庭も増えている。現代の子どもたちの運動不足により逆上がりの習得が難しいこともあり、このような個人指導やボランティアグループによる出張形式の[1]出前逆上がりや公園に設置された鉄棒を利用した逆上がり指導も盛んにおこなわれている。
- 『北斎漫画』「無礼講」編の絵には、竹棒でもって、前回りなどをする人物が描かれており、西洋化以前から同様の運動はみられる。